# Тульба
Тульба (нем. Thulba) — река в Германии, протекает по земле Бавария. Площадь бассейна реки составляет 139,88 км². Длина реки 32,11 км. Высота устья 173 м.
Тульба протекает по району Бад-Киссинген. Истоки находятся севернее Героды в горном массиве Рён. Впадает Тульба в Франконскую Зале недалеко от Хаммельбурга.